# Anne-Marie David
Anne-Marie David (Casablanca, Protetorado Francês de Marrocos, 23 de maio de 1952) é uma cantora francesa, referida como "A Voz de Cristal", e que também é conhecida por ter representado dois países no Festival Eurovisão da Canção obtendo grande sucesso em ambas as participações.
Em 1973, com apenas 20 anos de idade à época, Anne-Marie David foi selecionada para representar o Luxemburgo no Festival Eurovisão da Canção com o tema "Tu te reconnaîtras" (Tu reconhecer-te-ás), que teve música de Claude Morgan e letra de Vline Buggy. Este mesmo festival, que fora realizado no Grão-Ducado representado pela jovem cantora, foi uma luta quase titânica entre a luxemburguesa "Tu te reconnaîtras" cantada por Anne-Marie David e outras duas canções - a espanhola "Eres tú", interpretada pelo grupo Mocedades, e a britânica "Power to All Our Friends", interpretada por Cliff Richard. Anne-Marie David consegue para o Luxemburgo a segunda vitória consecutiva do Grão-Ducado no Festival.
Em 1979 ela regressou à Eurovisão, desta vez representando a França, com a canção "Je suis l'enfant soleil" (Eu sou a criança do sol) com música de Eddy Marnay e letra de Hubert Giraud. Esta canção obteve o terceiro lugar, tendo sido Israel o país vencedor (pela segunda vez consecutiva, tal como ocorrera anos antes com Espanha e Luxemburgo) com a melodia "Hallelujah", interpretada por Gali Atari e Milk & Honey.
Em 2004, publicou um CD gravado ao vivo em Charleroi, intitulado "Live à Charleroi".